# 10169 Ogasawara
A 10169 Ogasawara (ideiglenes jelöléssel 1995 DK) a Naprendszer kisbolygóövében található aszteroida. Kobajasi Takao fedezte fel 1995. február 21-én.